# Wasim Feroz
Wasim Feroz, född den 10 oktober 1966, är en pakistansk landhockeyspelare.
Han tog OS-brons i herrarnas landhockeyturnering i samband med de olympiska landhockeytävlingarna 1992 i Barcelona.